# Sandstedt
Sandstedt är en ortsteil i kommunen Hagen im Bremischen i Landkreis Cuxhaven i förbundslandet Niedersachsen i Tyskland. Sandstedt var en kommun fram till 1 januari 2014 när den uppgick i Hagen im Bremischen. Kommunen Sandstedt hade 1 561 invånare 2013.